# First Time Fest
«First Time Fest» — открытый международный кинофестиваль, проводится в Нью-Йорке с 2013 года.

## История и работа фестиваля
Первый кинофестиваль «First Time Fest» прошёл в марте 2013 года. Основан Джоанной Беннетт и Мэнди Уорд, с целью поощрения начинающих кинематографистов, поддержка их развития в поколение будущих великих режиссёров. Главный приз включает в себя предложение организации кинопроката через киностудии и партнёров фестиваля.
Первый фестиваль прошёл 1-4 марта 2013 года в Нью-Йорке. Организаторы фестивали поставили себе миссию «выявить и представить будущее поколение большого кино — начинающих сценаристов, продюсеров, режиссёров, редакторов, композиторов и кинематографистов».
Во время проведения фестиваля отбирается 12 финалистов, отобранных из числа представленных материалов. Группа из пяти членов жюри выбирает победителя Гран-при. Жюри состоит из четырёх профессионалов отрасли, и пятый член выбирается из числа зрителей фестиваля, избранного при помощи лотереи.
На фестивале также вручаются призы за выдающуюся режиссуру, сценарий, операторскую работу, монтаж и саундтрек.
Во время проведения первого фестиваля впервые награждали за пожизненные достижения в кино — киноактёра Джона Хьюстона.